# Azanus
Genre
Azanus est un genre de lépidoptères (papillons) de la famille des Lycaenidae et de la sous-famille des Polyommatinae.

## Systématique
Le genre Azanus a été décrit par l'entomologiste britannique Frederic Moore en 1881, avec pour espèce type Papilio ubaldus Stoll, [1782].

## Noms vernaculaires
Les Azanus sont appelés Babul Blues en anglais.

## Liste des espèces et répartitions
Le genre Azanus est présent en Afrique, à Madagascar et du Moyen-Orient à l'Asie du Sud-Est. Il comporte dix espèces :
- Sous-genre Azanus Kemal, 2004
  - Azanus urios Riley & Godfrey, 1921 — en Indochine.
  - Azanus ubaldus (Stoll, [1782]) — l'Azuré du seyal — en Afrique, au Moyen-Orient et en Asie du Sud.
  - Azanus soalalicus (Karsch, 1900) — à Madagascar.
  - Azanus natalensis (Trimen & Bowker, 1887) — en Afrique.
  - Azanus jesous (Guérin-Méneville, 1849) — l'Azuré du mimosa — en Afrique et du Moyen-Orient à la Birmanie.
  - Azanus sitalces (Mabille, [1900]) — à Madagascar et à Mayotte.
  - Azanus moriqua (Wallengren, 1857) — en Afrique et en Arabie.
  - Azanus mirza (Plötz, 1880) — en Afrique.
  - Azanus uranus Butler, 1886 — au Baloutchistan et en Inde.
- Sous-genre Azanisis Kemal, 2004
  - Azanus isis (Drury, 1773) — en Afrique.

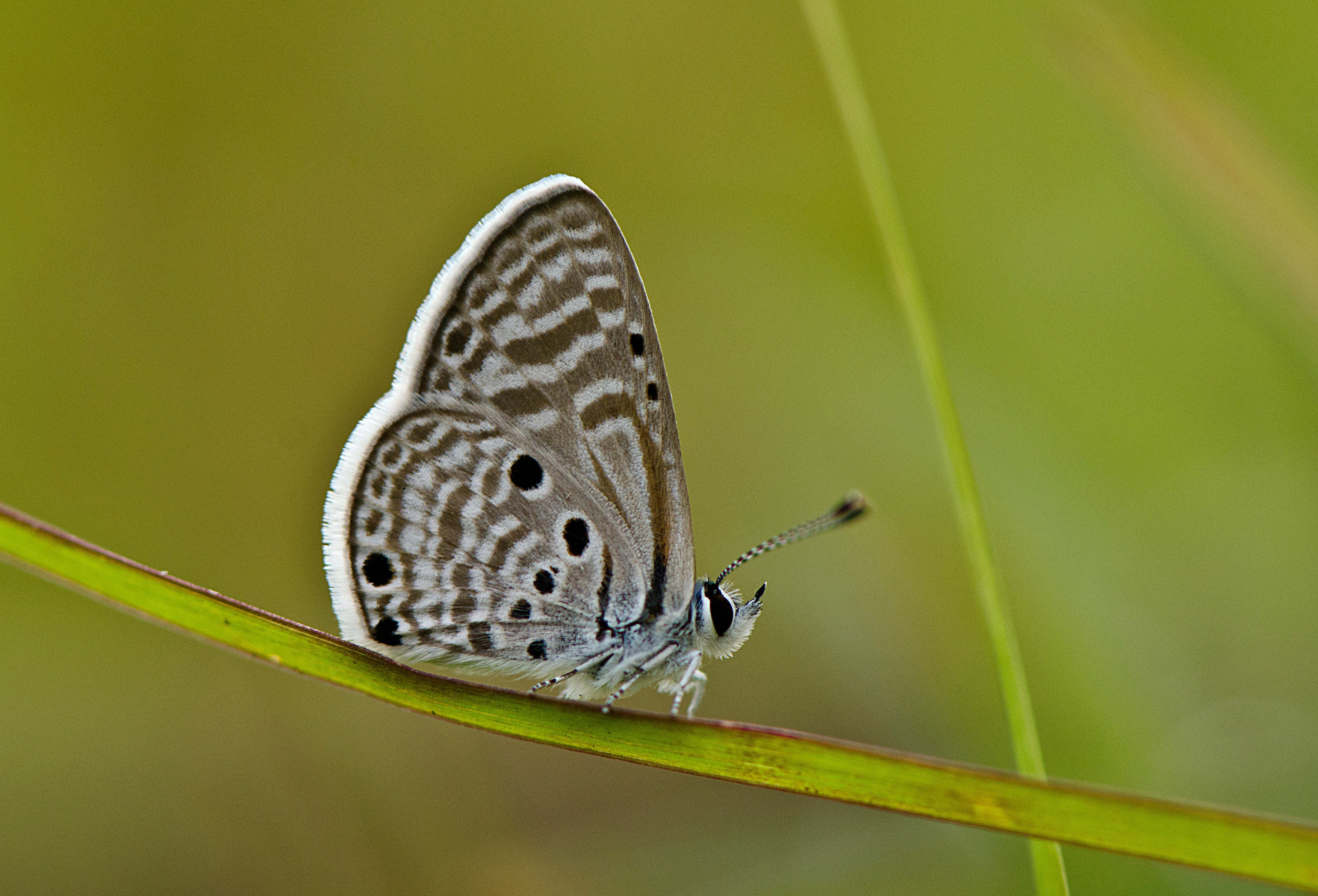
Azanus ubaldus
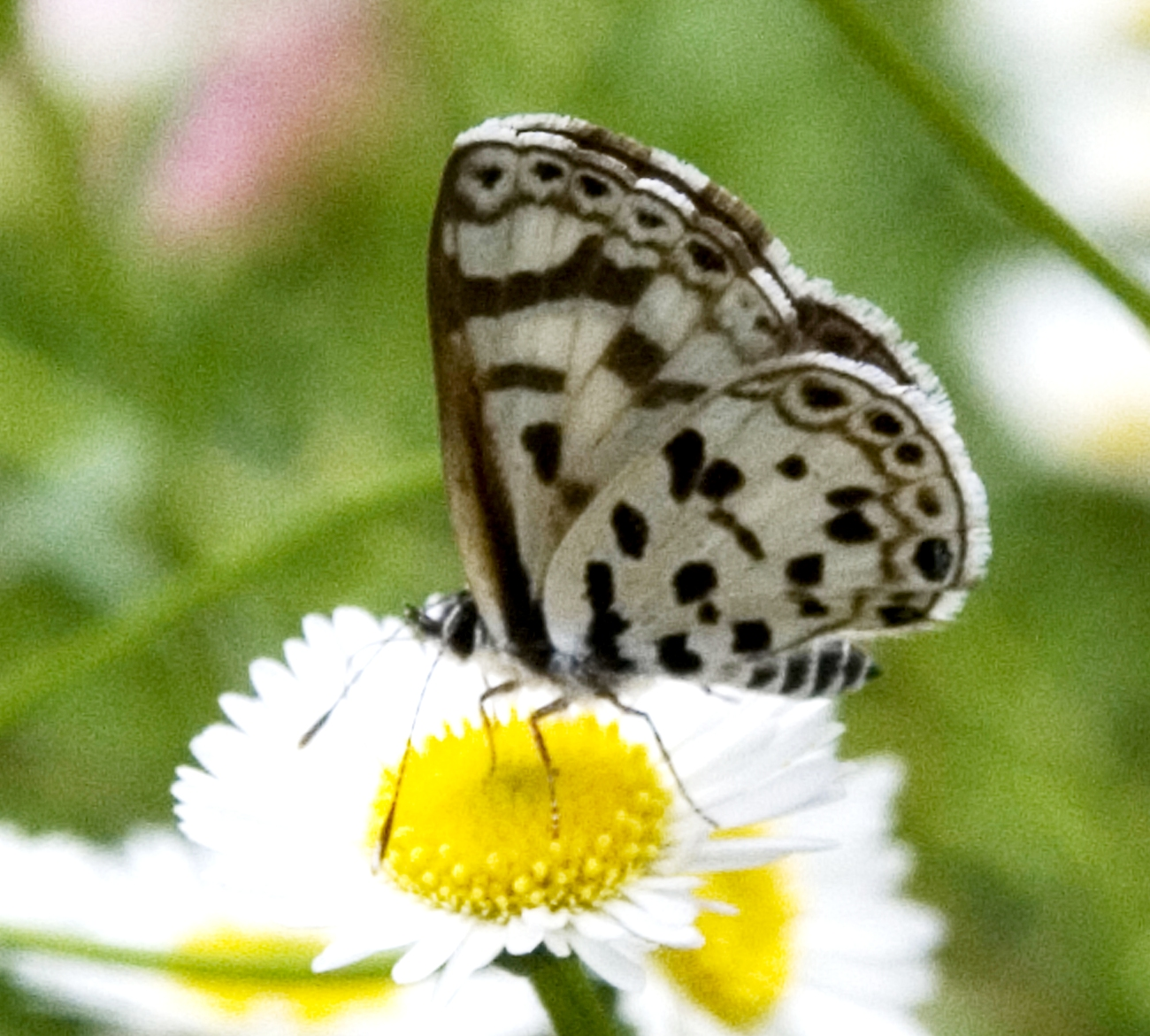
Azanus natalensis
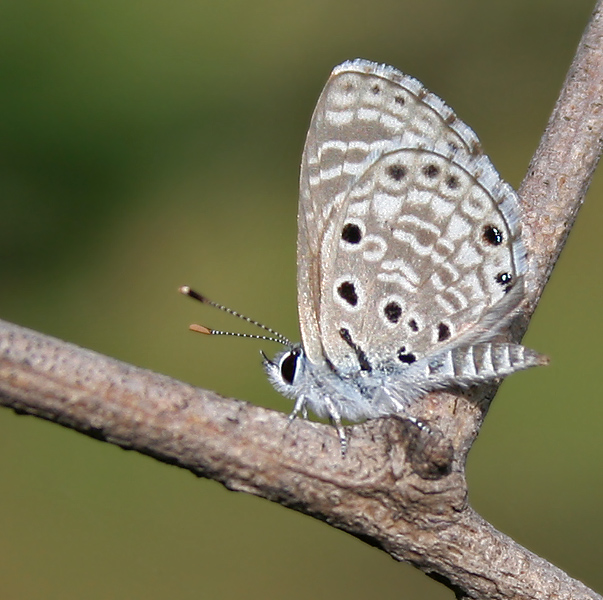
Azanus jesous
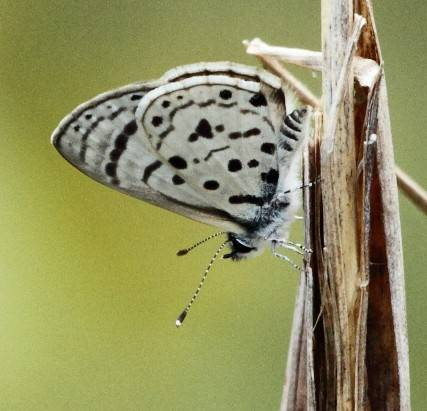
Azanus moriqua
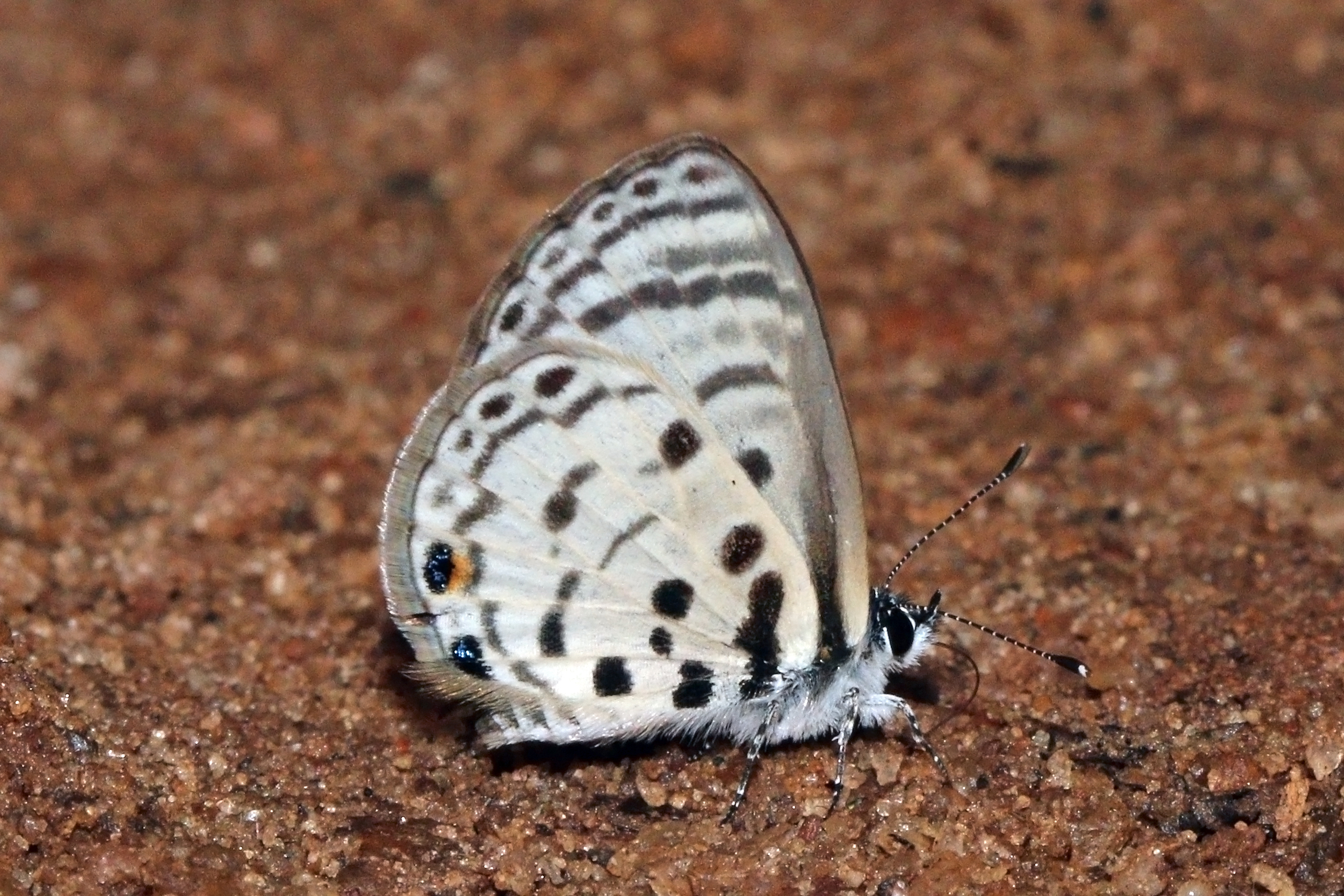
Azanus mirza
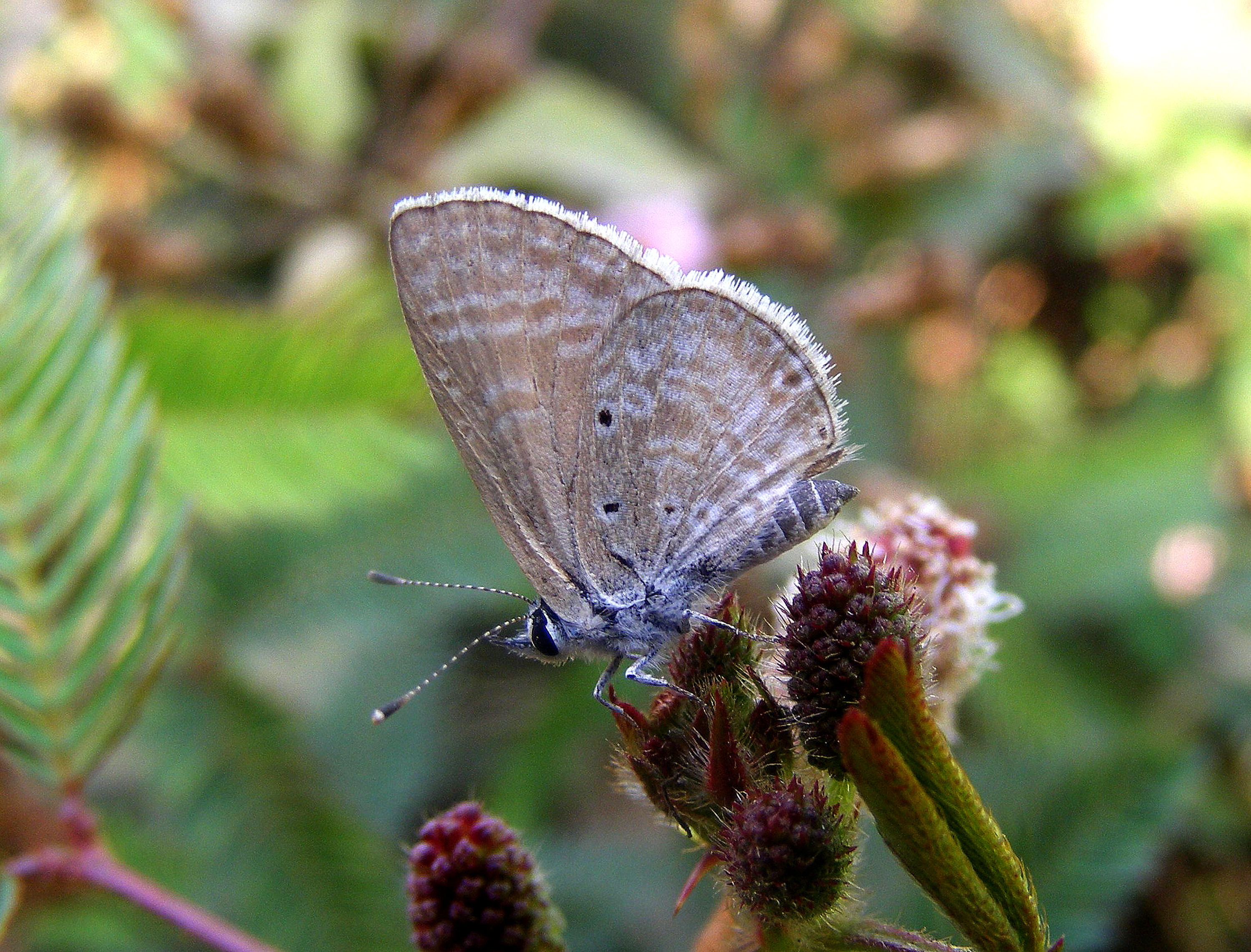
Azanus uranus
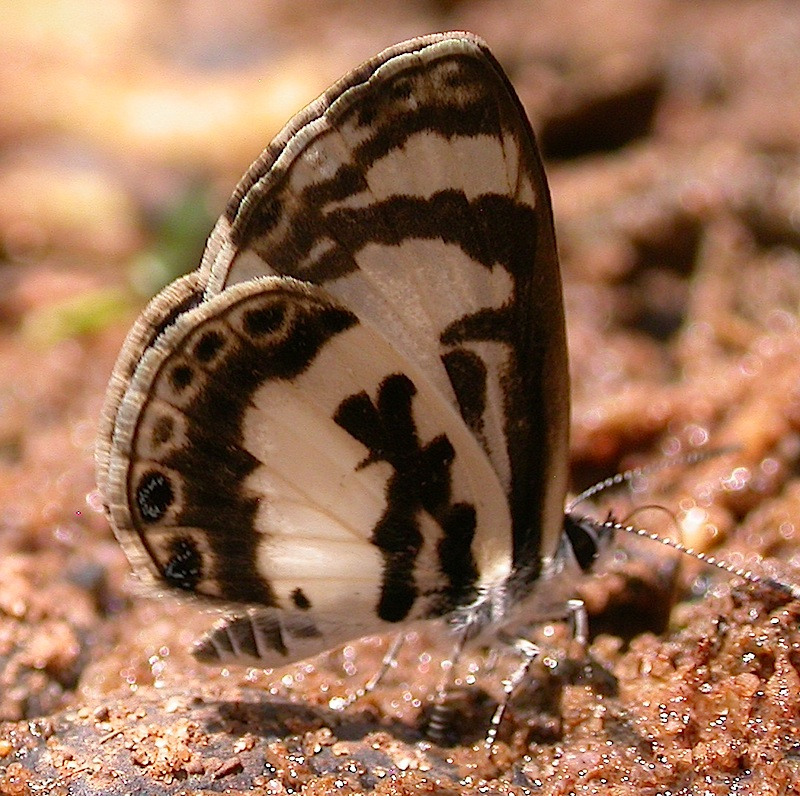
Azanus isis

## Biologie
Les plantes hôtes des chenilles sont des Acacias.